# Astragalus acanthocarpus
Astragalus acanthocarpus es una  especie de planta herbácea perteneciente a la familia de las leguminosas. Es originaria del Asia
Es una planta herbácea perennifolia, originaria de Tayikistán, donde se distribuye en Alto Badajshán.

## Taxonomía
Astragalus acanthocarpus fue descrita por   Antonina Borísova y publicado en Botanicheskie Materialy Gerbariia Botanicheskogo Instituta imeni V. L. Komarova Akademii Nauk SSSR 7: 234. 1938.
Etimología
Astragalus: nombre genérico que significa "hueso del tobillo" y un nombre antiguo aplicado a algunas plantas de esta familia debido a la forma de las semillas.
acanthocarpus: epíteto latino que significa "con fruto espinoso".